# Guatemala i olympiska sommarspelen 1968
Guatemala deltog i de olympiska sommarspelen 1968 med en trupp bestående av 48 deltagare. Ingen av landets deltagare erövrade någon medalj.